# Jujubinus striatus
Jujubinus striatus is een slakkensoort uit de familie Trochidae. De wetenschappelijke naam werd gepubliceerd in 1758 door Carl Linnaeus in de tiende editie van Systema naturae.

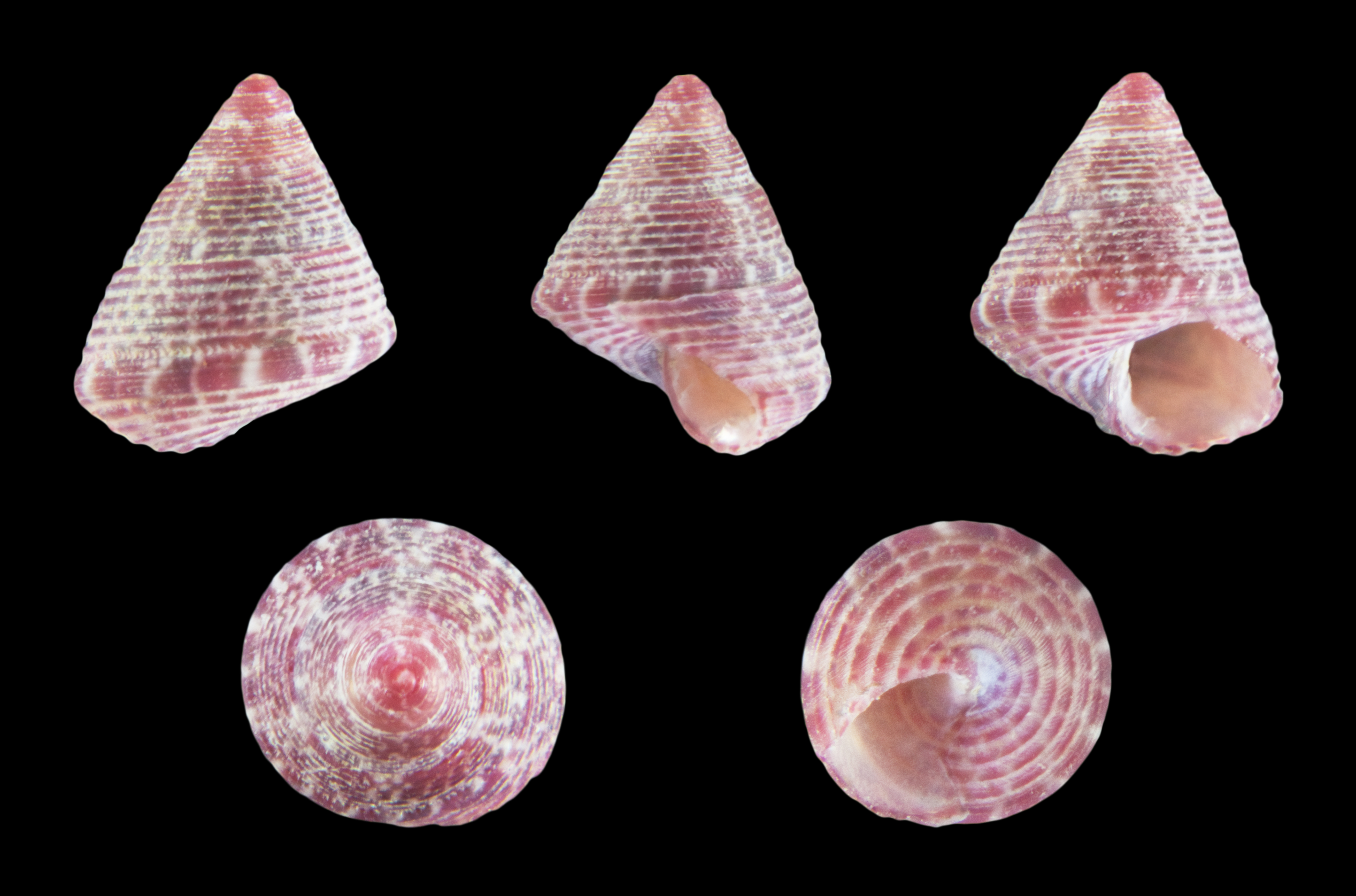
Jujubinus striatus depictus Deshayes, 1833
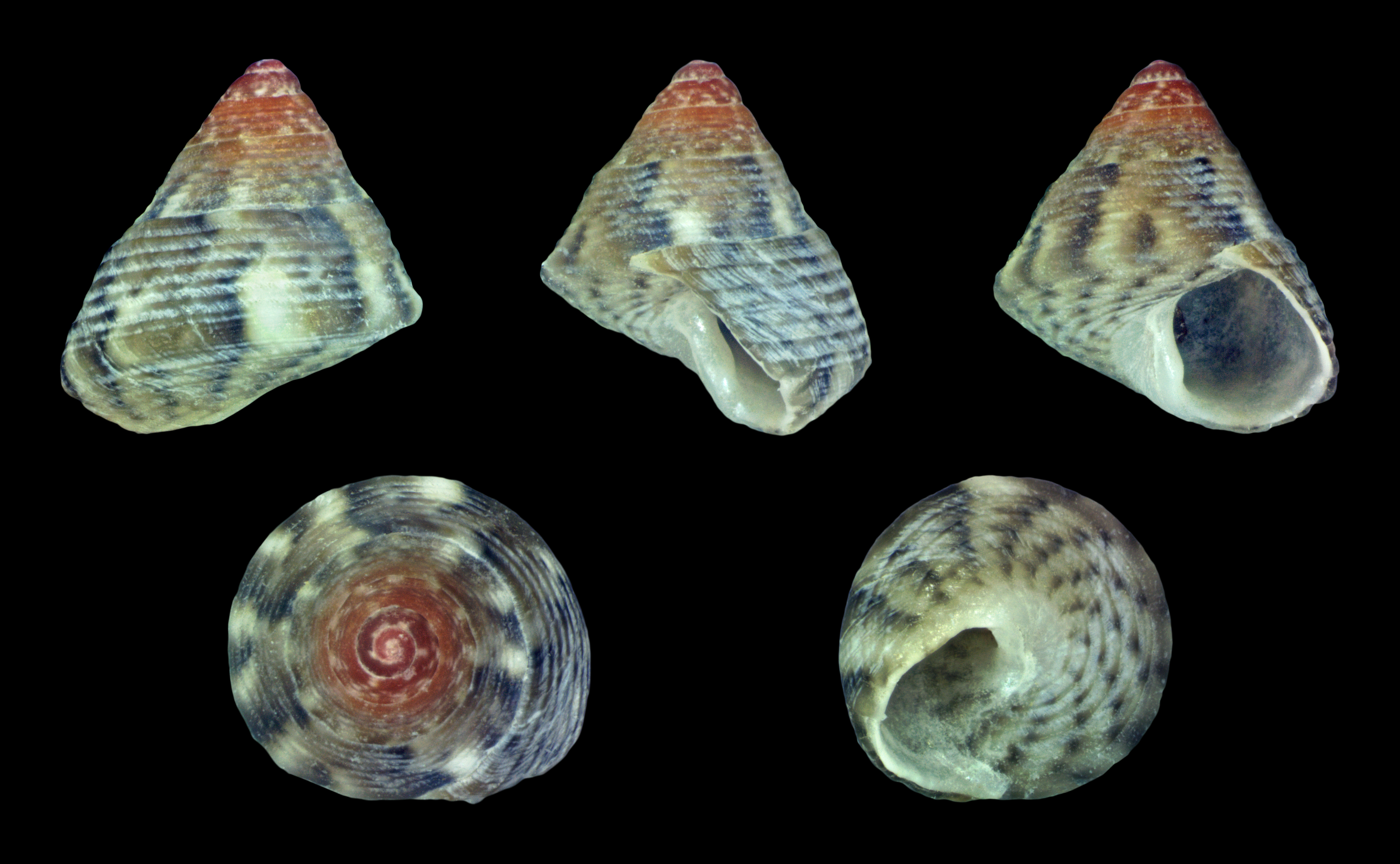
Jujubinus striatus smaragdinus (Dautzenberg, 1833)